# Bacheng
Bacheng (kinesiska: 巴城) är en köping i Kina. Den ligger i provinsen Jiangsu, i den östra delen av landet, omkring 210 kilometer öster om provinshuvudstaden Nanjing. Antalet invånare är 103 162. Befolkningen består av 49 583 kvinnor och 53 579 män. Barn under 15 år utgör 8,0 %, vuxna 15-64 år 83 %, och äldre över 65 år 8,0 %.
Runt Bacheng är det tätbefolkat, med 947 invånare per kvadratkilometer. Närmaste större samhälle är Zhoushi, 11,1 km öster om Bacheng. Trakten runt Bacheng består till största delen av jordbruksmark.
Genomsnittlig årsnederbörd är 1 661 millimeter. Den regnigaste månaden är juni, med i genomsnitt 221 mm nederbörd, och den torraste är december, med 59 mm nederbörd.